# Ładnówko
Ładnówko – wieś w Polsce położona w województwie kujawsko-pomorskim, w powiecie brodnickim, w gminie Zbiczno. Miejscowość wchodzi w skład sołectwa Ciche.

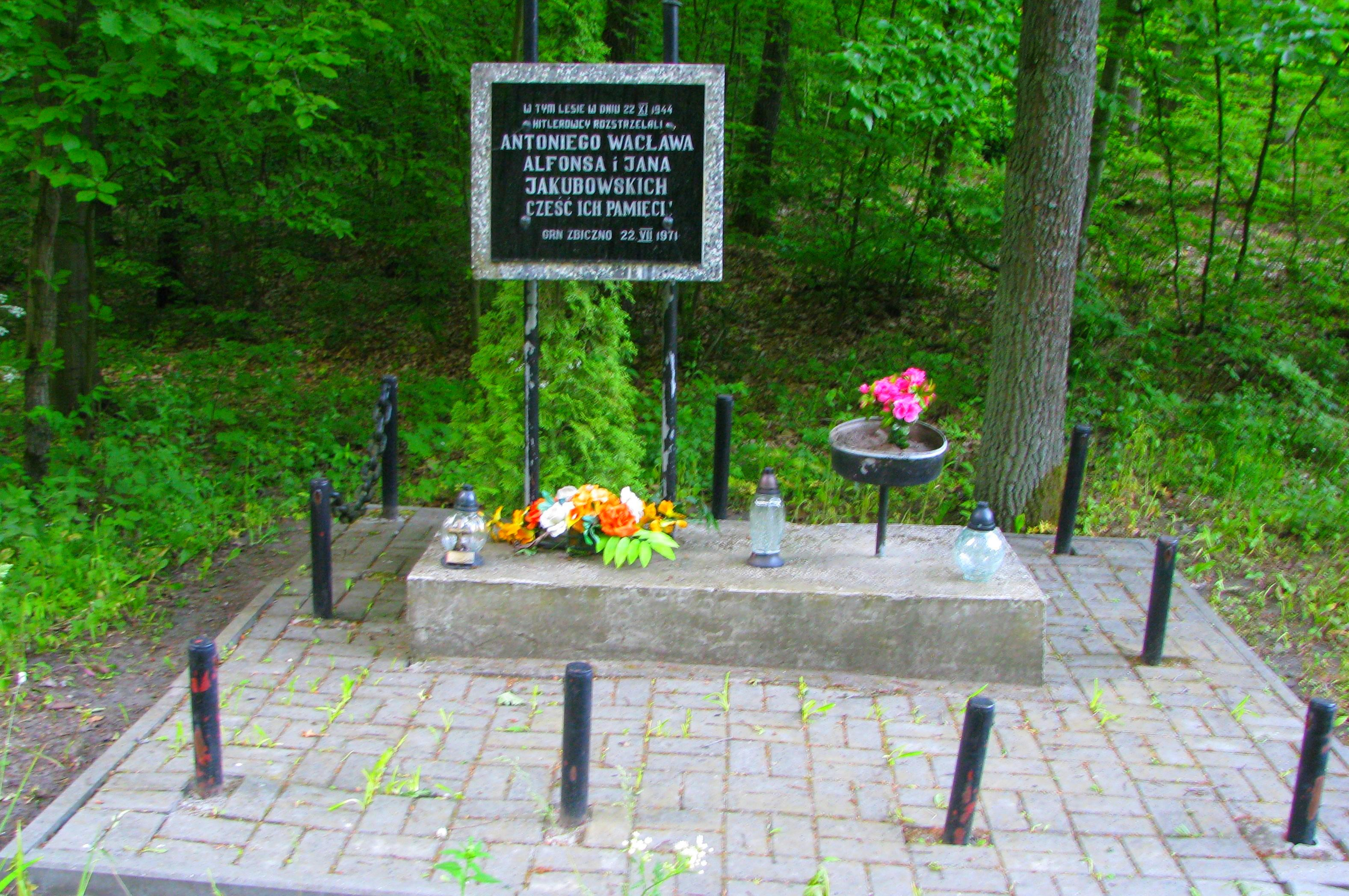
Miejsce upamiętniające rozstrzelanych Polaków w 1944 przez Niemców

W latach 1975–1998 miejscowość administracyjnie należała do województwa toruńskiego.
Zobacz też: Gaj-Grzmięca